# 1074

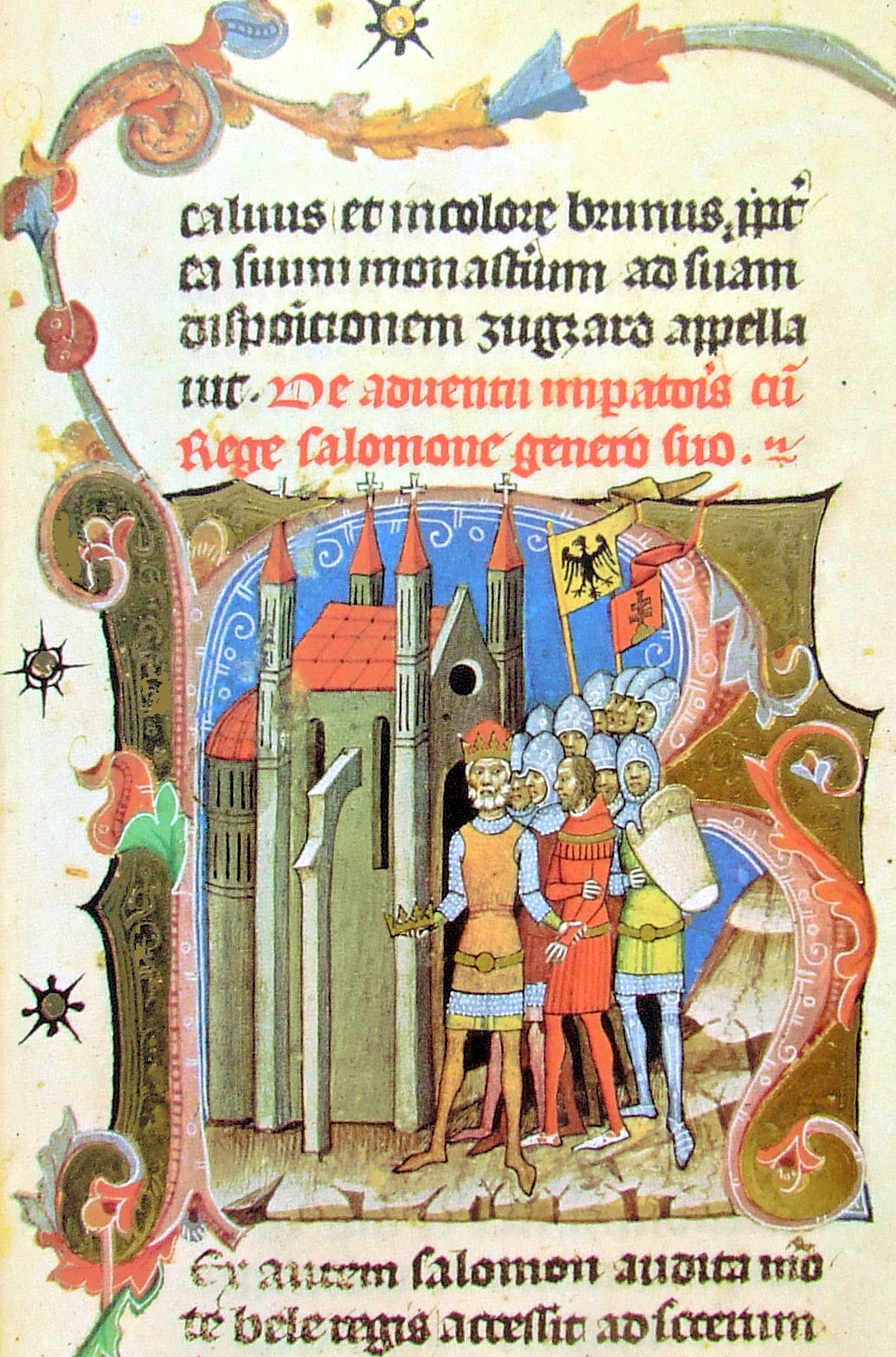
Hendrik IV zendt een leger om Salomon te helpen, maar zijn leger keert terug zonder Béla II verslagen te hebben.

Het jaar 1074 is het 74e jaar in de 11e eeuw volgens de christelijke jaartelling.

## Gebeurtenissen
- 14 maart - Slag bij Mogyoród: Géza I verslaat zijn neef koning Salomon van Hongarije, en verovert het grootste deel van het land.
- De hertog van Benevento erkent de paus als leenheer.
- Voor het eerst genoemd: Alpen, Heimerzheim

## Opvolging
- patriarch van Antiochië - Baselius II in opvolging van Johannes IX
- Breisgau - Herman I opgevolgd door zijn zoon Herman II
- Gwent - Cadwgan ap Meurig opgevolgd door Caradog ap Gruffydd
- Hongarije - Salomon opgevolgd door zijn neef Géza I
- Kroatië - Peter Krešimir IV opgevolgd door Slavić
- Nîmes - Raymond Bernard opgevolgd door zijn zoon Bernard Ato IV
- Valois, Vexin, Amiens en Elbeuf - Rudolf IV opgevolgd door zijn zoon Simon

## Geboren
- 12 februari - Koenraad, hertog van Neder-Lotharingen en medekoning van Duitsland en Italië
- Edgar, koning van Schotland (1097-1107) (jaartal bij benadering)

## Overleden
- 22 februari - Rudolf IV (~52), graaf van Valois, Vexin en Amiens en heer van Elbeuf
- 25 april - Herman I (~33), graaf van Breisgau en titulair markgraaf van Verona
- Raymond Bernard Trencavel, burggraaf van Albi en Nîmes